# Seznam německých názvů obcí a osad v Česku, X
Tento seznam obsahuje německé názvy (exonyma) českých obcí začínajících na písmeno X.
Tento seznam by měl sloužit pro orientaci v starých písemných pramenech, mapách atd., nikoliv pro překlad českých názvů měst do němčiny. Většina z těchto německých názvů by při použití v současnosti byla nesrozumitelná.
| Český název | Historická země | Okres        | Německý název | Poznámka |
| ----------- | --------------- | ------------ | ------------- | -------- |
| Xaverov     | Čechy           | Benešov      | Xaverhof      |          |
| Xaverov     | Čechy           | hl. m. Praha | Xaverhof      |          |